# Sunthausen
Sunthausen est une localité de la ville allemande de Bad Dürrheim dans l'Arrondissement de Forêt-Noire-Baar, située sur le plateau de la Baar.

## Géographie
Sunthausen est limitrophe de Donaueschingen, Bad Dürrheim, Hochemmingen, Tuningen, Öfingen, Oberbaldingen et Biesingen.

## Commune
Le 1er janvier 1972 la commune de Sunthausen a fusionné avec la commune de Bad Dürrheim, à la suite de l'acceptation du projet par les conseils municipaux des deux communes.
Le village de Sunthausen abrite une église à l'architecture néogothique dédiée à Saint Maurice.